# Петров Олексій Леонідович (військовик)
Олексі́й Леоні́дович Петро́в (нар. 3 січня 1979 — пом. 23 серпня 2014, с. Лисиче Амвросіївського району Донецької області) — український військовослужбовець 19-го Миколаївського полку охорони громадського порядку Південного ОТО Національної гвардії України, майор (підполковник посмертно).
Пропав безвісти (орієнтовно) 23 серпня 2014 року біля с. Лисиче Амвросіївського району Донецької області.

## Життєпис
Олексій Петров народився 1979 року в селі Трифонівка (Великоолександрівський район, Херсонська область). 1996 року здобув атестат про повну середню освіту, вступив до харківського Військового інституту Національної гвардії України. Завершив навчання 2001 року; для подальшого проходження військової служби направлений у частину ВВ МВС у Миколаєві. У званні старшого лейтенанта призначений начальником служби артилерійського озброєння херсонської частини внутрішніх військ.
Під час російсько-української війни служив у званні майора начальником служби озброєння 19-го Миколаївського полку охорони громадського порядку Південного ОТО Національної гвардії України (в/ч 3039 (Миколаїв).

## Обставини загибелі
Зник безвісти в бою 23 серпня 2014 року на блокпосту біля с. Лисиче Амвросіївського району на Донеччині. За іншими даними, зник безвісти в районі м. Амвросіївка.
У списках полонених Олексій Петров не значився. За інформацією місцевих мешканців нібито чеченці, котрі повернулися підібрати загиблих, закопували два тіла. Відтак 8 жовтня 2014 року його тіло знайшли пошуковці в одній із могил і доправили до моргу в м. Запоріжжя. Ідентифікований за тестами ДНК. 2018 року його смерть підтверджено за молекулярно-генетичною експертизою.
Похований Олексій Петров у місті Запоріжжя на Кушугумському кладовищі.
Без Олексія лишились батьки, дружина та донька.

## Нагороди
- орден «За мужність» III ступеня (посмертно, 31 січня 2019)[3].
- Його портрет розміщений на меморіалі «Стіна пам'яті полеглих за Україну» в Києві: секція 3, ряд 7, місце 2
- Вшановується 23 серпня на щоденному ранковому церемоніалі вшанування українських захисників, які загинули цього дня в різні роки внаслідок російської збройної агресії[4]